# Nahschuss
Nahschuss ist ein Filmdrama von Franziska Stünkel, das am 12. August 2021 in die deutschen Kinos kam. Der Film ist von der Lebensgeschichte des Werner Teske inspiriert, des letzten Hinrichtungsopfers in der DDR.

## Handlung
Dem jungen Wissenschaftler Franz Walter, der glänzend an der Humboldt-Universität zu Berlin promoviert hat, wird eine Professur in Aussicht gestellt. Außerdem wird ihm und seiner frisch angetrauten Frau Corina eine luxuriös ausgestattete Wohnung in Ost-Berliner Innenstadtlage überlassen. Als Gegenleistung wird von ihm erwartet, dass er ein Jahr lang für die Hauptverwaltung A (HVA) des Auslandsnachrichtendienstes der DDR arbeitet. Sein Führungsoffizier Dirk Hartmann informiert ihn, dass er auf den prominenten Fußballspieler Horst Langfeld angesetzt werden soll, der in den Westen geflohen ist und beim Hamburger SV seine Karriere fortsetzt. Ziel ist die prestigeträchtige Rückführung des Spielers in die DDR. Der fußballbegeisterte Franz Walter, der in Berlin im selben Verein wie Langfeld spielte, nimmt das Angebot an, verpflichtet sich zu strenger Geheimhaltung und reist mit Hartmann nach Hamburg.
Dort setzt der DDR-Nachrichtendienst den Fußballspieler Bodo Renner, einen Teamkameraden Langfelds, mittels einer Sexfalle so sehr unter Druck, dass er Informationen über das Privatleben Langfelds liefert. Gleichzeitig wird der noch in der DDR verbliebenen Ehefrau Langfelds suggeriert, sie sei an Brustkrebs erkrankt und müsse eine Chemotherapie beginnen. Diese fingierte Krankheit soll ihren Mann bewegen, in die DDR zurückzukehren. Franz Walter fühlt sich in seiner Rolle immer unwohler und versteht, dass er allmählich zum Täter wird. Seine Skrupel werden noch größer, als Langfeld in der Badewanne seiner Wohnung tot aufgefunden wird. Offizielle Todesursache ist Suizid. Renner verbreitet in den westdeutschen Medien, vom DDR-Geheimdienst instruiert, Langfeld habe sich im Westen nie wohlgefühlt. 
Franz Walter möchte seine Tätigkeit bei der HVA beenden, doch der Geheimdienst lässt ihn nicht gehen und erpresst ihn. Eine Augenoperation der Mutter Walters droht verschoben zu werden; erst als Walter seine Kooperation fortsetzt und sich weiteren Verstrickungen aussetzt, erfolgt die Behandlung. Walter beginnt zu trinken und entfremdet sich von Corina. Er verfällt physisch und psychisch immer mehr und sieht einen Ausweg bald nur noch in der Flucht. Aus dem Tresor seines Büros entwendet er geheimdienstliche Unterlagen und schmuggelt sie nach Hause. Dies bleibt der Geheimdienstzentrale jedoch nicht verborgen. Als sich der MfS-Offizier Schulte aus dem Umfeld Walters in den Westen absetzt, reagiert der Geheimdienst nervös. Am Ende soll an Walter ein Exempel statuiert werden. Er wird festgenommen, wegen „vorbereiteter und vollendeter Spionage“ zum Tode verurteilt und durch einen unerwarteten Nahschuss hingerichtet und eingeäschert.

## Biografisches
Der Film ist laut Abspann von der Lebensgeschichte des Werner Teske inspiriert, der im Juni 1981 in der DDR zum Tode verurteilt und wenig später hingerichtet wurde, weicht aber in einigen Aspekten von den tatsächlichen Geschehnissen ab und erhebt keinen Anspruch auf historische Authentizität. Teske gilt als das letzte Hinrichtungsopfer der DDR von 166 bislang bekannt vollstreckten; bei 231 ausgesprochenen Todesurteilen.
Werner Teske hatte wie die fiktive Figur Franz Walter an der Humboldt-Universität zu Berlin studiert und war dort anschließend als wissenschaftlicher Assistent tätig. Nachdem er vom MfS angeworben worden war, arbeitete er ab 1969 hauptamtlich für dessen Hauptverwaltung Aufklärung in der Wissenschaftsspionage im westlichen Ausland. Bereits seit Mitte der 1970er Jahre hatte er Operativgelder (jeweils mehr als 20.000 Ost- und D-Mark) veruntreut. Hinzu kamen Zweifel am politischen System der DDR und seiner Aufgabe darin. So spielte er mit dem Gedanken, in die Bundesrepublik zu fliehen. Wegen mehrerer Dienstvergehen wurde er im August 1980 beurlaubt und unter einem Vorwand am Abend des 4. September 1980 in ein konspiratives Objekt der HVA verbracht. Bei den vorerst HVA-intern durchgeführten Überprüfungen stellte sich heraus, dass er eine Vielzahl geheimer Dokumente in seinem Wohnhaus versteckt hielt. Unter dem zunehmenden Ermittlungsdruck gestand er in der Nacht zum 11. September 1980, seit einigen Jahren über eine Flucht in die Bundesrepublik nachgedacht zu haben. Er wurde vor dem 1. Militärstrafsenat des Obersten Gerichtes der DDR wegen vollendeter Spionage in einem besonders schweren Fall in Tateinheit mit Fahnenflucht und „ungesetzlichem Grenzübertritt“ angeklagt und am 12. Juni 1981 zum Tode verurteilt.
Der Überläufer Schulte im Film ist dem MfS-Offizier Werner Stiller nachgebildet, dem 1979 mit zahlreichen geheimen Dokumenten die spektakuläre Flucht aus der DDR gelang. Stillers Übertritt hatte die Enttarnung zahlreicher Ostagenten zur Folge. Aufgrund Stillers Flucht wurden innerhalb des MfS die Sicherheitsmaßnahmen deutlich erhöht; auch die immer intensivere Überprüfung Teskes war darauf zurückzuführen.
Im Jahr 1998 verurteilte das Landgericht Berlin einen beisitzenden Militärrichter wegen Totschlags in Tateinheit mit Rechtsbeugung und den Militärstaatsanwalt, der in der Hauptverhandlung die Todesstrafe beantragt hatte, wegen Beihilfe zu jeweils vier Jahren Freiheitsstrafe. Begründet wurden die Urteile damit, dass Teske (und MfS-Major Gert Trebeljahr im Jahre 1979) selbst nach dem gängigen DDR-Recht zu Unrecht zum Tode verurteilt und hingerichtet worden waren. Am 26. Juli 1999 bestätigte der Bundesgerichtshof (BGH) die Urteile.
Der Fall des Fußballspielers Horst Langfeld, der im Film erzählt wird, erinnerte einige Kritiker an das Schicksal von Lutz Eigendorf, einem DDR-Nationalspieler, der sich 1979 nach einem Freundschaftsspiel seines Klubs BFC Dynamo in Kaiserslautern in den Westen absetzte. Eigendorf kam einige Jahre später bei einem Verkehrsunfall ums Leben. Nicht restlos geklärte Umstände des Unfalls nährten den Verdacht, Eigendorf sei vom Ministerium für Staatssicherheit ermordet worden.

## Produktion

### Stab, Entwicklung und Filmförderung
„Bei Nahschuss geht es nicht um Schuldzuweisung, sondern darum, zur Sichtbarkeit eines historischen Fakts beizutragen, ein Puzzleteil mehr zur Aufarbeitung der Geschichte zu liefern. Darüber hinaus ist das Thema nicht nur historisch zu betrachten - es gibt noch immer über 50 Staaten, die die Todesstrafe im Strafgesetz haben. Das Thema ist global leider nicht am Ende.“

Regie führte Franziska Stünkel, die auch das Drehbuch schrieb. Sie erzählt chronologisch, unterbricht den Verlauf der Geschichte aber immer wieder, um Franz Walters Prozess zu zeigen, an dessen Ende der titelgebende „unerwartete Nahschuss“ steht.

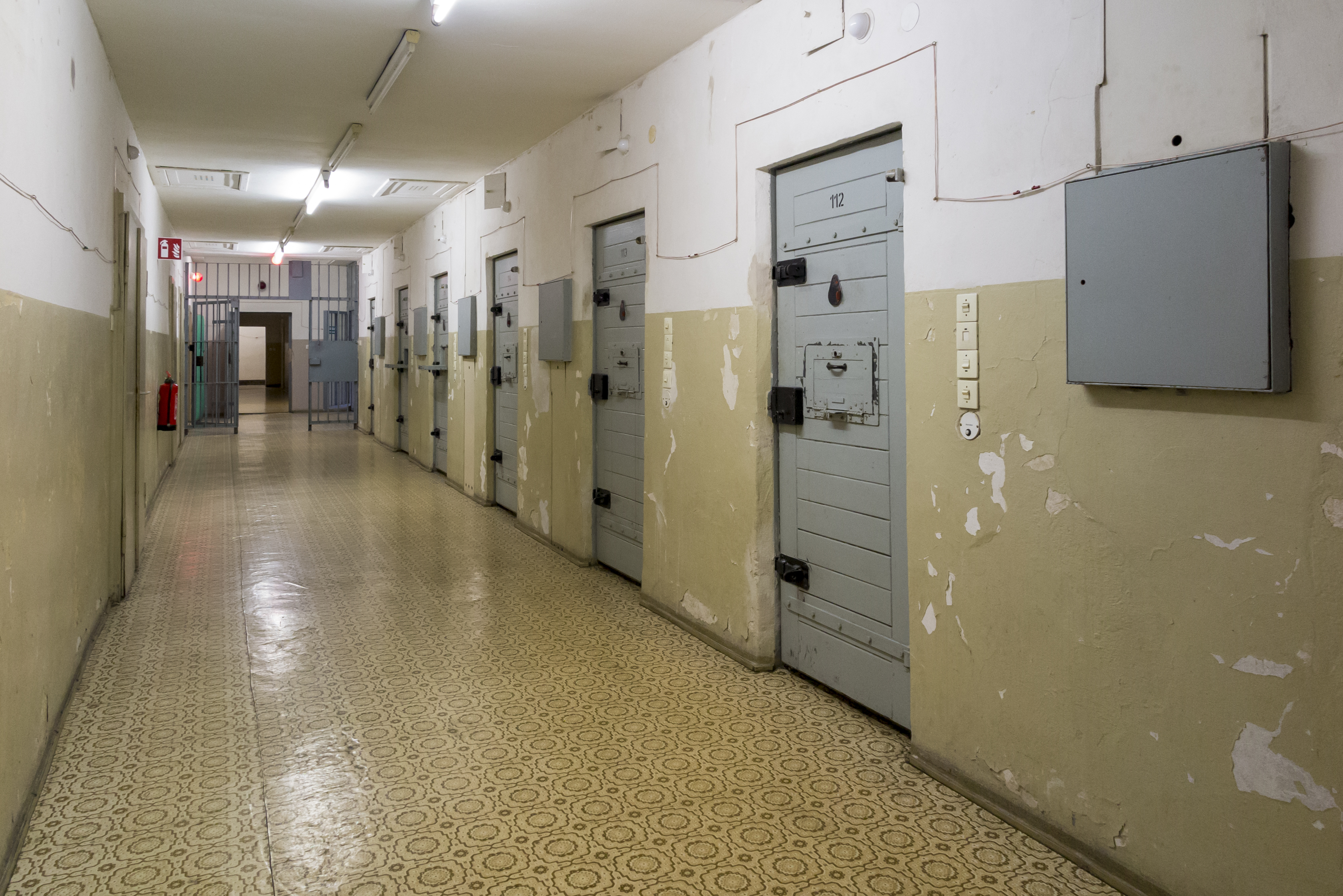
Die Haftanstalt Hohenschönhausen, einer der Schauplätze des Films

Ausgangspunkt für das Drehbuch war ein Zeitungsartikel, durch den Stünkel erfuhr, dass es die Todesstrafe in der ehemaligen DDR gab. Sieben Jahre lang arbeitete sie an Stoff und Drehbuch. Sie recherchierte lange, um die Geschichte mit Komplexität und Mehrdimensionalität zu erzählen und nicht nur dem Thema, sondern auch der Geschichte des Menschen, der dahinter steht, gerecht zu werden. Es gehe in Nahschuss nicht um Schuldzuweisung, sondern darum, zur Sichtbarkeit eines historischen Fakts und zur Aufarbeitung der Geschichte beizutragen, so Stünkel: „Nahschuss erzählt ein Stück DDR-Geschichte, aber auch ein universelles Thema, das mir sehr am Herzen liegt.“ Auch heute noch gebe es viele Staaten, die die Todesstrafe im Strafgesetz haben, und die Verfolgung Andersdenkender und Oppositioneller finde auch in totalitären Systemen der Gegenwart statt.
Der Film erhielt Förderungen von der Beauftragten der Bundesregierung für Kultur und Medien, der Film- und Medien Stiftung NRW, der nordmedia Fonds GmbH Niedersachsen und Bremen, der Filmförderung Hamburg Schleswig-Holstein GmbH und vom Deutschen Filmförderfonds.

### Besetzung, Dreharbeiten und Filmschnitt

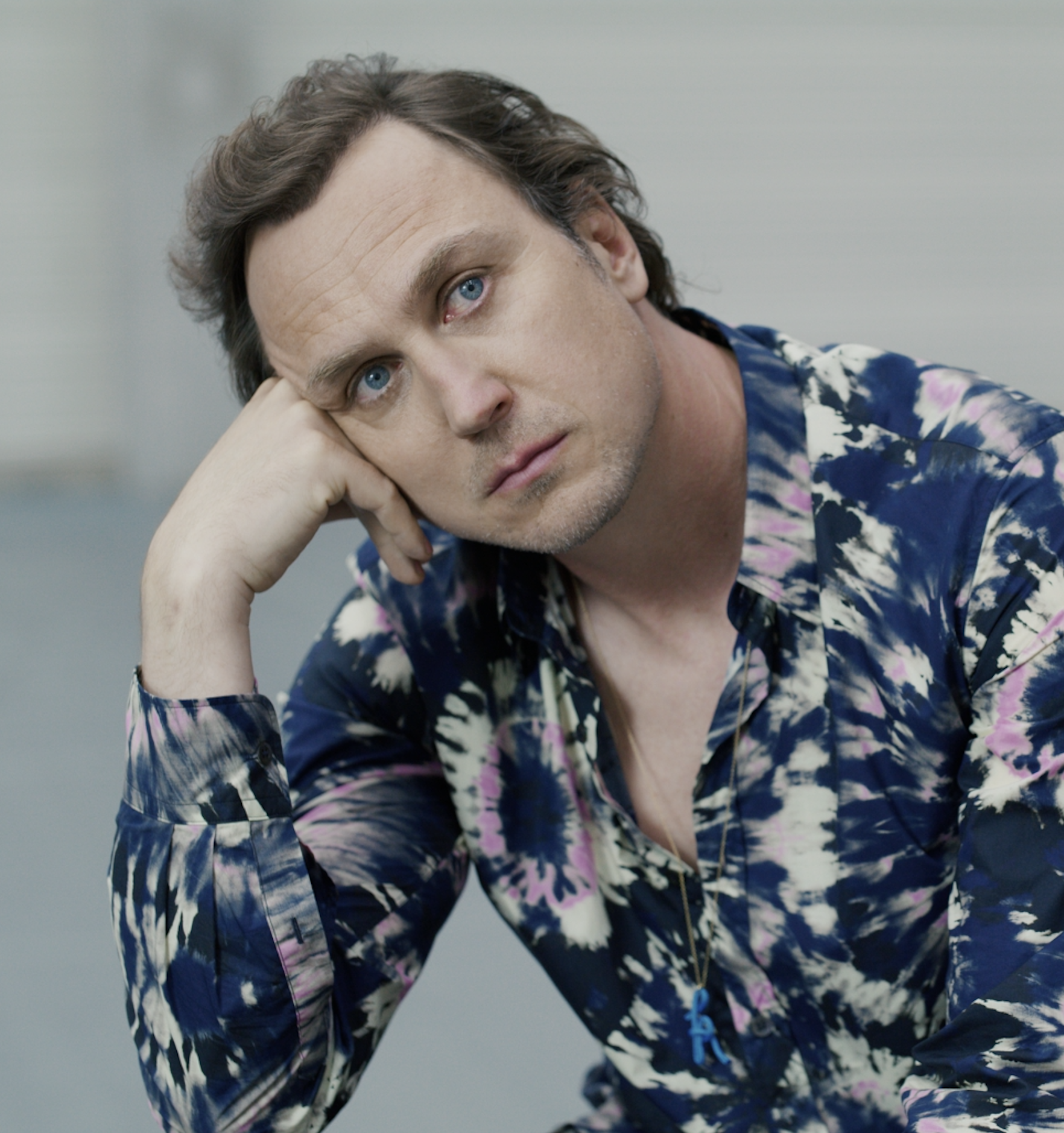
Lars Eidinger spielt Franz Walter

Lars Eidinger spielt in der Hauptrolle den Ingenieur Franz Walter, Luise Heyer seine Ehefrau Corina Walter. Devid Striesow spielt Dirk Hartmann. In weiteren Rollen sind Moritz Jahn als Renner, Peter Benedict als Rechtsanwalt Schreiber, Hendrik Heutmann als Bernd und Inka Löwendorf als Anja Hartmann zu sehen.
Gedreht wurde ab November 2019 unter anderem in Berlin, hier an historischen Orten wie dem ehemaligen Gelände des Ministeriums für Staatssicherheit der DDR in der Normannenstraße und der früheren Untersuchungshaftanstalt Berlin-Hohenschönhausen. Zuletzt fanden Aufnahmen in Lünen statt, bevor die Dreharbeiten im Dezember 2019 nach 24 Drehtagen endeten. Als Kameramann fungierte Nikolai von Graevenitz.
Die Aufnahmen entstanden mit bewegter Kamera, einem Gimbal, der „quasi mit dem Protagonisten verschmilzt und teils zu seiner POV wird“, so Stünkel und erklärt weiter: „Ich arbeite gerne im Fluss, möchte die Konzentration nicht durchbrechen, der Rhythmus kommt beim Dreh. Nahschuss verschließt sich auch immer mehr dem Licht, geht wie durch einen Tunnel in sich selbst, ins Schwarz hinein, findet keine Orientierung mehr.“ Das beige-braune Farbkonzept verschärfe die klaustrophobische, schwer greifbare Situation, und der Zuschauer finde gemeinsam mit der Hauptfigur keinen Weg mehr hinaus. Über die Haftanstalt Hohenschönhausen weiß Stünkel zu berichten, dass einige Gefangene dort in winzige überheizte Zellen gesperrt wurden. Hitze und Enge erzeugten klaustrophobische Zustände und schürten das Gefühl des Ausgeliefertseins. Die Szenenbildnerin Anke Osterloh gestaltete die DDR bei ihrer Arbeit visuell stylischer nach, als sie gewesen sei, so Matthias Dell im Tagesspiegel. Der Evangelische Pressedienst hingegen spricht „von einem perfekt ausgestatteten Film“.
Stünkel setzte auf lange Einstellungen, die dem Betrachter die Möglichkeit geben, das zu entdecken, was nicht gesagt wird. So gebe es auch nicht viele Schnitte im Film, lediglich 700 und damit die Hälfte eines normalen Spielfilms.

### Einsatz von Musik, Sounddesign und Veröffentlichung
Der Film verzichtet fast gänzlich auf nicht-diegetische Musik. Lediglich am Ende, im Abspann, habe sie ein eigens komponiertes Stück von Karim Sebastian Elias verwendet, als Franz gestorben ist, so Stünkel. Ebenso verzichtet der Film auf ein Sounddesign, sondern verwendet nur natürliche Töne. Die Regisseurin wollte nach eigenen Aussagen die Zuschauer nicht zu sehr an die Hand nehmen und ihnen keine Emotionen überstülpen. Zudem sollte der Zuschauer dem Protagonisten nicht nur visuell nah sein, sondern auch akustisch, und Walters Atem sollte den Film tragen und rhythmisieren. Die Filmmusik von Elias setzt erst dann ein, als Walter aufhört zu atmen.
Diegetische Musik, also Musik als Teil der filmischen Realität, kommt in Nahschuss häufiger zum Einsatz. So hören Corina und Franz Walter mehrmals laut den Song Am Fenster der Ost-Berliner Band City, teilweise um damit das Abhören ihrer Gespräche in ihrer Wohnung zu erschweren. Weitere Musikstücke stammen von Karat und Ton Steine Scherben.
Der Film kam am 12. August 2021 in die deutschen Kinos. Die Premiere erfolgte bereits im Juli 2021 beim Filmfest München. Im Oktober 2021 soll der Film beim Chicago International Film Festival vorgestellt werden.

## Rezeption

### Kritiken

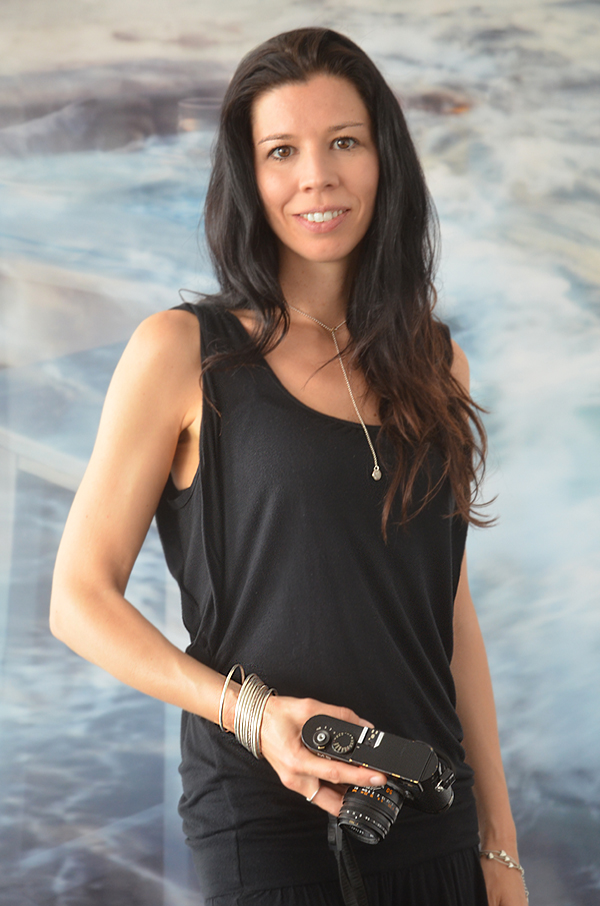
Franziska Stünkel führte Regie und schrieb das Drehbuch

Die Redaktion von Zukunft braucht Erinnerung schreibt, mit Nahschuss  sei Franziska Stünkel ein eindringlicher Film über die Todesstrafe in der DDR gelungen, und sie erzähle in herausragenden Bildern und inszeniert mutig und radikal die bestürzende Geschichte eines Mannes, der in die Mühlen eines Unrechtssystems gerät und daran zerbricht. Durch große Ruhe erzeuge sie eine Intensität und emotionale Dichte, die einem den Atem raube. Dabei stünden Lars Eidinger mit seinem starken Spiel und Luise Heyer mit ihrer nuancierten und überzeugenden Darstellung genau wie Devid Striesow in nichts nach. Bettina Peulecke vom NDR meint, Eidinger und Striesow als dessen Gegenpol lieferten eine schlicht geniale, buchstäblich markerschütternde Performance.
Für Annett Scheffel von der Süddeutschen Zeitung hätte Franziska Stünkel aus dem Stoff „einen wendungsreichen deutsch-deutschen Spionage-Thriller machen können“. Aber Stünkel gehe es „in ihrem hervorragend ausgestatteten und in Braun-, Grau- und Sepia-Tönen düster glimmenden Film um das Psychogramm eines Mannes, der sich in einem erbarmungslosen System verstrickt - und in seiner eigenen Schuld.“ Dabei gelinge der Regisseurin „eine spannende Differenzierung“: „Franz ist keine so schmerzlich-melancholische Figur wie der Stasi-Hauptmann in Das Leben der Anderen. Aber er wirft Fragen auf. Weil er beides ist, Opfer und Täter. Sein Leben ein selbstgewähltes Gefängnis - und gleichzeitig ein aufgezwungenes. [...] Franz kommt aus den Bahnen, in die er sein Leben gelenkt hat, nicht mehr heraus. Vielleicht hatte er aber auch nie eine Wahl. Wollen oder Müssen - dass sich das bis zum Ende kaum auseinanderhalten lässt, ist die große Stärke von Nahschuss.“
Bert Rebhandl schreibt in der Frankfurter Allgemeinen Zeitung, Nahschuss sei sowohl als Thriller als auch als psychologisches Drama konzipiert, konzentriere sich dabei allerdings so stark auf die Zerrüttung von Franz Walter, dass wesentliche Dimensionen seines Schicksals eher vorausgesetzt als erzählt würden. Walter sei hierbei eben keine historische Figur, sondern eine Attrappe, an der die DDR als Unrechtsstaat kenntlich gemacht wird. Das Wesen dieses Unrechts aber bleibe äußerlich, und der Film werde somit zu einem weiteren Beispiel für die Folklorisierung der DDR, die sich in vielen Filmen und Serien seit 1990 erkennen lässt, von Deutschland 83–89 bis Weissensee.
Peter Osteried schreibt in seiner Funktion als Filmkorrespondent der Gilde deutscher Filmkunsttheater, Nahschuss sei ein beklemmender Film, weil Stünkel es verstehe, den Kontrast und Konflikt von Systemtreue und einem eigenen Gewissen in den Fokus zu stellen und zeige, wie ein Mensch verführt wird. So erzähle der Film vom Leben in einem Unrechtssystem und davon, wie der Einzelne darin untergeht.
Hanns-Georg Rodek sieht in der Welt Lars Eidinger „als Idealbesetzung“ für den Wissenschaftler Franz Walter, der kein skrupelloser Typ und nicht mal ein Opportunist sei. Er sei intelligent und eloquent, auch labil und ein wenig naiv, „nicht so viel anders als die meisten von uns“. Der Film entwickele sich zu einer „Studie der schleichenden Vereinnahmung“, die „einem (und den Protagonisten) Zentimeter um Zentimeter“ die Kehle zuschnüre. Rodek sortiert dabei Nahschuss als Produktion ein, der man die westliche Perspektive auf das ostdeutsche Thema des Stasi-Unrechts anmerke.
Im Tagesspiegel erkennt Matthias Dell ebenfalls eine „westdeutsche Perspektive“ des Films. Das Drehbuch sei zudem ungelenk. Zur Stasi komme Franz Walter „wie die Jungfrau zum Kinde“. Erzählerisch habe Stünkel kein Gespür für Zeit und Entwicklung, so Dell, und sie reduziere das Drama auf Schlüsselreize: „Dass DDR aufgerufen wird, wenn jemand „Brettsegeln“ statt Surfen sagt. Oder dass Walter zum Stasi-Gegner mutiert, als geplant wird, Langfelds Frau eine falsche Krebsdiagnose zu geben, damit der Fußballer in die DDR zurückkommt.“

### Einsatz im Unterricht
Das Onlineportal kinofenster.de empfiehlt Nahschuss für die Unterrichtsfächer Geschichte, Sozialkunde/Gemeinschaftskunde, Politik, Deutsch, Ethik und Religion und bietet Materialien zum Film für den Unterricht. Hier wird im Zusammenhang mit aktuellen Menschenrechtsfragen eine Auseinandersetzung mit der Todesstrafe empfohlen und eine Untersuchung, in welchen Ländern diese noch zur Anwendung kommt.

### Auszeichnungen
Im Mai 2021 wurde Nahschuss in die Vorauswahl für den Deutschen Filmpreis aufgenommen. Von den Produzenten wurde Nahschuss für die Auswahl des deutschen Beitrags für die Oscarverleihung 2022 eingereicht. Im Folgenden eine Auswahl weiterer Auszeichnungen und Nominierungen. 
Chicago International Film Festival 2021
- Nominierung im New Directors Competition[29]

Festival des deutschen Films 2021
- Nominierung für den Filmkunstpreis
- Nominierung für den Rheingold-Publikumspreis[30]

Filmfest München 2021
- Nominierung im Wettbewerb Neues Deutsches Kino
- Auszeichnung mit dem Förderpreis Neues Deutsches Kino (Franziska Stünkel)[31][32]
- Auszeichnung mit dem One Future Preis des Filmfest München (Franziska Stünkel)[33]